# 爱德华·克伦宁
爱德华·克伦宁（Edward Cronin，1801年—1882年2月1日），普利茅斯弟兄会的创始人之一，早期西方基督新教去中東的傳教士和醫生，順勢療法的先驅。

## 生平
1801年，爱德华·克伦宁出生在爱尔兰的科克。他在都柏林的Math医院学习。
爱德华·克伦宁在年轻时就献身于传教工作。1825年，克伦宁和爱德华·威尔逊开始在家中擘饼 。较后威尔逊离开英国，但是法兰西斯·赫契生、约翰·贝勒特、达秘、葛若弗斯等人陆续加入。大约同时，约翰·柏纽尔 (第二任刚克利顿男爵)也在都柏林另一处和一些信徒在家中开始“奉主名聚会”。不久，他们互相发现对方以后，便合并为一个聚会，即后来所称的普利茅斯弟兄会。

## 醫療傳教
1828年，爱德华·克伦宁结婚，但是次年妻子就去世，然后他和葛若弗斯等前往东方传教。在巴格达的时候，鼠疫流行，克伦宁努力地救援周围的病人。1835年，他离开叙利亚前往印度的马德拉斯管辖区，献身于传教和医疗工作，還使用順勢療法治療霍亂和傷寒的病患。1837年，他回到英国。